# 斯佳海利夫卡 (紹斯特卡區)
52°16′12″N 33°39′44″E / 52.27000°N 33.66222°E
斯佳海利夫卡（烏克蘭語：Стягайлівка）是位於烏克蘭東北部的村莊，由蘇梅州紹斯特卡區的茲諾布-諾夫霍羅茨凱市鎮負責管轄。該村處於茲諾比夫卡河右岸，距離茲諾布-諾夫霍羅茨凱3.5公里，海拔高度143米，2001年人口301。